# José Lerga
José Lerga Donamaría (San Martín de Unx, 1817—Ibíd., 26 de mayo de 1892) fue un militar español carlista. 
Participó en la Primera Guerra Carlista, al cabo de la cual marchó a la emigración sin aceptar el Convenio de Vergara. Realizó algunas incursiones en España tratando de promover una nueva insurrección. En 1872 tomó parte en la tercera guerra carlista, durante la cual alcanzó el grado de mariscal de campo y fue nombrado gobernador militar de Estella. Tras la guerra, trabajó picando piedra en las carreteras.

## Biografía

### Primera Guerra Carlista
En 1833, a los 16 años de edad, reemplazó a su difunto padre que se hallaba de realista, tomando su armamento; y reunidos a las órdenes del coronel Eraso, se formaron cuatro cuadros de batallones. José Lerga fue destinado al cuarto cuadro de soldado.
Pasó en dicho batallón hasta el día en que entró el infante Carlos María Isidro en España, en cuyo día sacaron de los batallones veinte hombres para formar la guarda de alabarderos, y Lerga fue uno de ellos. Permaneció en dicho cuerpo hasta el primer ataque del puente de Arquijas, en el que dejando la compañía se fue al ataque.
Concluido este, volvió a la compañía, y se encontró con un oficio para presentarse al general Zumalacárregui, destinándole éste de subteniente a su batallón de Guías, permaneciendo en él hasta que regresó la expedición de Guergué que había bajado a Cataluña, en donde le dieron el empleo de teniente por la acción de Orgaña, pero al regreso para Navarra el general solicitó de todos, en qué podrían prestar buen servicio a la causa carlista, quedándose en Cataluña a organizar y continuar la guerra. Lerga se quedó y le destinaron al 2.º cuadro del batallón de Conca de Tremp. El mismo día atacaron en Bliana y a los diez días volvieron a atacar en la villa de Sort, en donde Lerga salió herido levemente, pues curó sin dejar las marchas.
Al poco tiempo, atacaron nuevamente la masía del Perutillo, haciendo prisionera a toda la columna que les perseguía, compuesta de diez compañías de preferencia que componían 1000 plazas, habiendo tenido la suerte de caer en manos de Lerga el coronel que mandaba la fuerza, por cuya acción le dieron la cruz de San Fernando de primera clase.
Municionados y entonces bien armados, tomaron la marcha para el campo de Tarragona, y en el Bruc atacaron con los portugueses, haciendo prisionero al batallón de cazadores de Oporto. Por esa acción le dieron el empleo de capitán.
Todas las fuerzas que operaban en Cataluña se dirigieron a perseguirles, y el general, no pudiendo resistir los encuentros que a diario tenían con el enemigo y falto de elementos, le obligó a pasar al Alto Aragón; pero los que les perseguían formaron una combinación con la columna de la provincia de Huesca, armándoles un lazo por medio de un paisano que mandaron, diciéndole al general carlista que en el pueblo de Casbas había cien peseteros que se hallaban ebrios y que se podían coger muy fácil.
El general, creyendo ser de buena fe la confidencia, mandó a Lerga con su compañía de cazadores; y efectivamente había sobre cien hombres que a los primeros tiros se dispersaron, abandonando el pueblo, quedaron algunos muertos. Mas al andar sobre medio cuarto de hora tras ellos, se les presentó una columna de 6000 hombres, por lo que tuvo que retroceder, pero de los olivares salieron 700 caballos y tuvieron que rendirlos. La demás fuerza con el general se libraron por entonces, pero al día siguiente fueron prisioneros todos, componiendo un total de 500.
Como a excepción de las provincias vascas se hacía la guerra sin cuartel, el gobernador militar de Huesca dispuso fusilarlos por clases, y el primer día fusilaron al general Torres, cinco comandantes y un canónigo. El segundo día sacaron por lista a once capitanes, entre ellos a Lerga, para ponerlos en capilla, pero ese mismo día llegó una orden anunciando la suspensión del fusilamiento y fueron conducidos por Jaca a Pamplona, siendo apedreados en todos los pueblos por donde pasaban en aquella provincia.
Once meses estuvo prisionero, siendo al fin canjeado. Entonces fue destinado al 12 batallón de Navarra en clase de agregado. Al poco tiempo le tocó salir al batallón de expedición para Cataluña con el pretendiente.
En Huesca atacaron y Lerga salió herido. La bala no pudo ser extraída y le acompañaría siempre. Los heridos fueron llevados al hospital de Solsona, y cuando la expedición pasaba el Ebro, Lerga se incorporó a su batallón con la herida supurando, concediéndosele entonces facultades para poder entrar en las acciones a caballo, se encargó del mando de la compañía de granaderos y con ella entró en la batalla de Herrera (Aragón), donde volvió a salir herido, quitándose un vendaje para poder ser ligado el otro. A los heridos los condujeron a las inmediaciones de Cantavieja, permaneciendo allí hasta que llegó el general Cubillas con orden de que el que quería pasar a Navarra, él lo conduciría. En dicha acción de Estella Lerga obtuvo el grado de teniente coronel.
Luego se formaron dos batallones provisionales y le encargaron el mando de la compañía de cazadores del 2.º.
Llegados a Navarra, se disolvieron e ingresó en su compañía; volvieron a atacar en Monreal al mando del general Sanz, y nuevamente salió Lerga gravemente herido, y antes de la desecha, se incorporó en el batallón y tuvo que emigrar.
Permaneció en la emigración trece años. En ese intervalo salieron dos veces a promover la guerra y las dos tuvieron que volver a emigrar, siendo conducidos de calabozo en calabozo hasta el pie de las montañas de Suiza, y en 1851 se acogió a un indulto y regresó a España.

### Tercera guerra carlista
En 1872 volvió a tomar las armas, participando en la tercera guerra carlista. Desarmó a 17 nacionales que había en el pueblo y reunido a las órdenes de Peralta, llegaron a Lumbier (contra la voluntad de Lerga), en donde fueron dispersos y Lerga con algunos salieron a la parte de la frontera, volviendo a emigrar por cuarta vez.
Salieron de Francia a incorporarse con las fuerzas de Carasa en ocasión que todos volvían a sus casas y Lerga también se acogía al indulto, permaneciendo hasta la entrada de Nicolás Ollo, que se unió a él agregándose al primer batallón que se formó; y en el ataque de Villaro (Vizcaya) volvió a ser herido y prisionero, pero respetado por la cruz roja le dejaron en el hospital de Dima. Por esta acción le dieron el empleo de coronel, habiendo tenido el de teniente coronel efectivo por orden real en París.
Una vez curado de la herida, se incorporó al general Ollo, que le destinó a mandar el tercer batallón de Navarra. El 24 de abril de 1873 ascendió a coronel. El 10 de noviembre del mismo año fue condecorado con la cruz de segunda clase del mérito militar por la acción de Santa Bárbara de Mañeru. El 15 del mismo mes y año obtuvo medalla de distinción por la batalla de Montejurra. El 6 de febrero de 1874 ascendió a brigadier por prolongados servicios, méritos y lealtad. El 10 de julio del mismo año fue premiado con la cruz de Carlos III por la batalla de Abárzuza.
El 22 de marzo de 1875 se le concedió la gran cruz del mérito militar por la acción de Lácar. El día 7 de octubre del mismo año fue ascendido a mariscal de campo, pero no creyendo tener el suficiente mérito para dicho empleo, presentó una solicitud a Don Carlos, renunciando al mismo. Don Carlos no admitió la renuncia y mandó archivar la solicitud en secretaría.
El cónsul de Bayona, en nombre del general alfonsino Quesada, le hizo ofertas tentadoras para que se pasara al Ejército liberal, pero Lerga rehusó, contestando:

Mientras haya hospitales, no traicionaré mi conciencia.

El día 10 de diciembre de 1875 fue nombrado jefe de la primera división de Navarra, y el 28 de agosto le encargaron la comandancia general de Navarra hasta el 20 de diciembre, que volvió a encargarse del gobierno militar de la plaza de Estella, de donde salió camino de la emigración, en la que pasó trece meses.

### Muerte

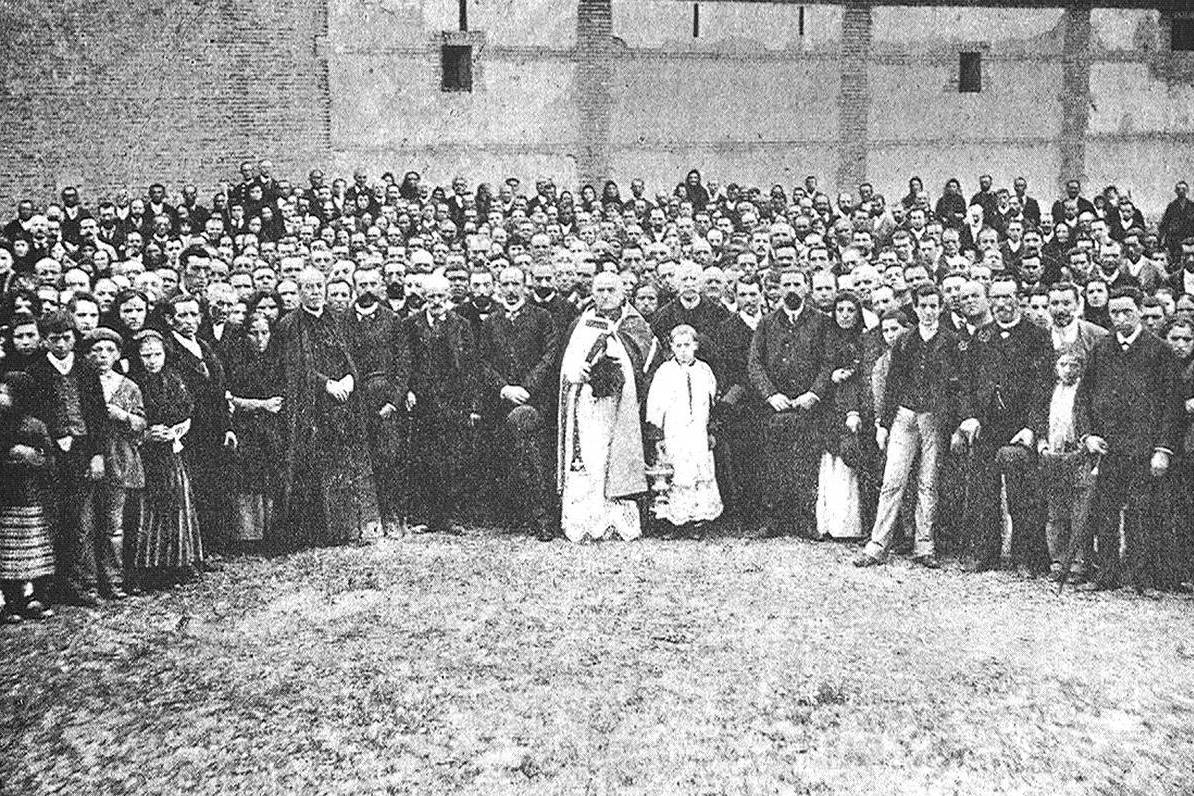
Fotografía tomada con motivo del viaje del marqués de Cerralbo a Estella en 1892, donde se cantó un responso en sufragio de los generales fusilados por Maroto. Lerga es el anciano que figura a la derecha del marqués de Cerralbo.

Acogido al indulto, regresó a España y para mantener su sustento tuvo que trabajar picando piedra en las carreteras, hasta que tuvo que dejarlo por falta de salud. En vez de un destino de 500 pesetas mensuales, prefirió el mísero jornal que le daba la terrera en carreteras. Falleció en el coro de la iglesia parroquial, mientras rezaba las vísperas.
A fin de evitar que sus acciones bélicas cayeran en el olvido, el párroco de San Martín de Unx, Clemente Gorri, lograría que el general Lerga le proporcionase algunos apuntes de su vida, que Lerma concluyó diciendo:

Es todo lo que por ahora puedo decir, quedándome el sentimiento de no haber podido hacer más y de no continuar haciendo.

Está enterrado en el cementerio de su localidad natal, bajo un gran panteón que le dedicaron los carlistas. El epitafio del mausoleo reza:

Espejo de humildad y sacrificio.

Tesoro de fidelidad y valor.

Los que tu acaudillaste honran tu memoria.

1892 † R. I. P.